# Inmigración albanesa en Argentina
La inmigración albanesa en Argentina es el movimiento migratorio de ciudadanos albaneses hacia territorio argentino. La mayoría de los albaneses que se establecieron en Argentina fueron ítalo-albaneses provenientes del sur de Italia, conocidos como arbëreshë.
El auge de la inmigración albanesa en Argentina tuvo lugar a principios del siglo XX con el arribo de entre 20.000 y 30.000 italo-albaneses. En Argentina reside una de las comunidades albanesas más grandes fuera de Albania. Su presencia oficial en Argentina está documentada en Berisso desde 1907, cuando se fundó la Sociedad Albanesa.